# Charles Durning

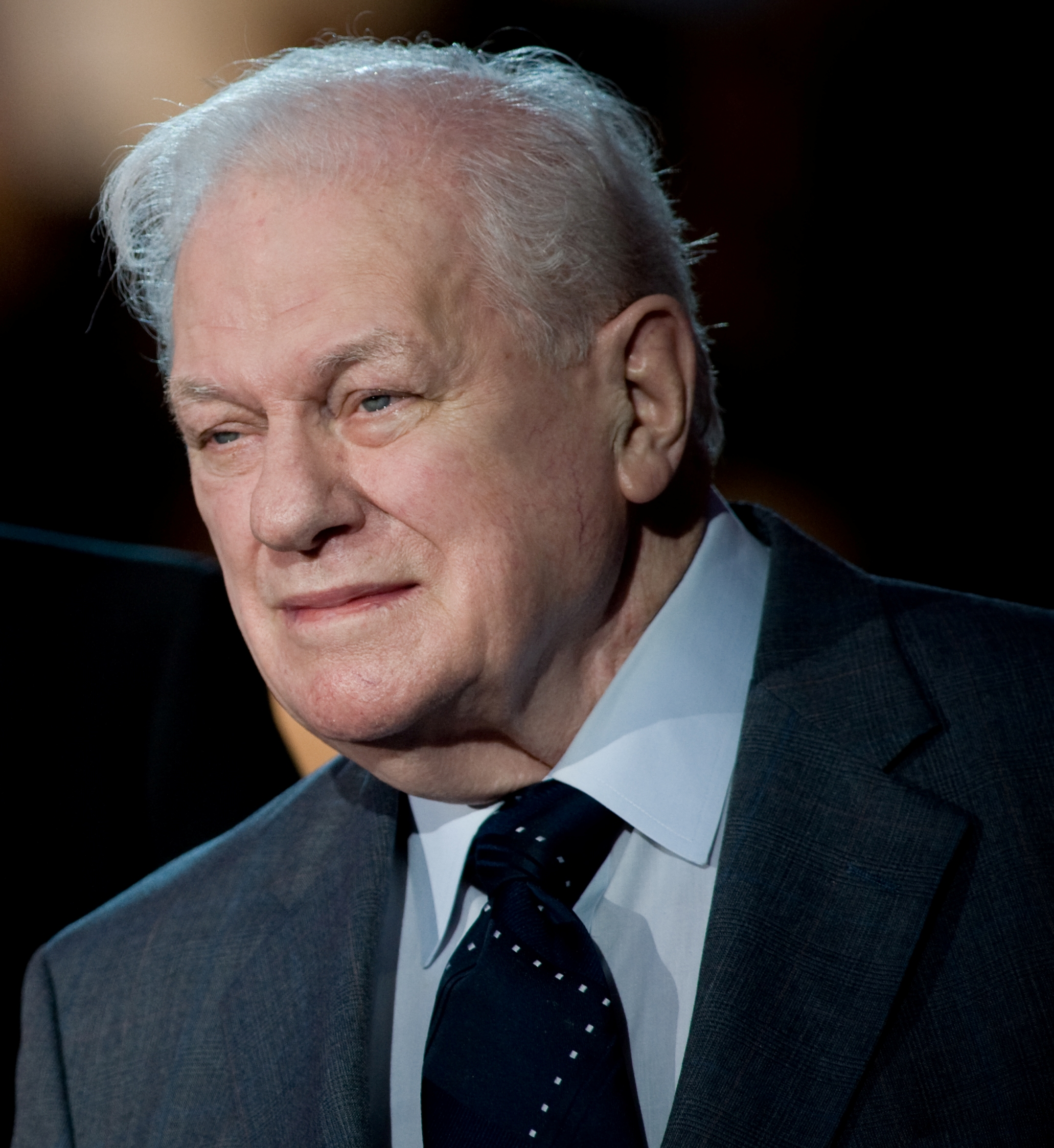
Charles Durning (2008)

Charles Edward Durning (* 28. Februar 1923 in Highland Falls, New York; † 24. Dezember 2012 in New York City, New York) war ein US-amerikanischer Schauspieler. Der schwergewichtige Mime zählte seit den 1970er Jahren zu den profiliertesten Nebendarstellern in Hollywood. Eine seiner bekanntesten Rollen spielte er 1982 als „Tootsies“ romantischer Verehrer.

## Leben
Als 21-jähriger United States Army Ranger war Durning, der Sohn eines Armee-Offiziers, als Soldat im Zweiten Weltkrieg bei der Invasion am D-Day am Strandabschnitt Omaha Beach beteiligt. Durning war einer der wenigen, die das Malmedy-Massaker im Dezember 1944 überlebten. Er erhielt mehrere militärische Auszeichnungen, darunter den Silver Star sowie dreimal das Purple Heart.
Nach dem Krieg verdiente Charles Durning sein Geld zunächst als Metallarbeiter, Fahrstuhlführer, Taxifahrer und Kellner. Nach einem schauspielbezogenen Studium an der New Yorker Universität war er hauptsächlich als Tänzer in verschiedenen Tanzpalästen beschäftigt. Danach begann seine Theaterkarriere vorwiegend mit Shakespeare-Rollen.
Charles Durning hatte 1965 in Ernest Pintoffs Harvey Middleman, Fireman einen ersten kurzen Filmauftritt. Zweimal war er für den Tony Award nominiert, erstmals 1965 für seine Rolle eines Universitätssporttrainers in dem Bühnenstück That Championship Season und zum zweiten Mal 1983 für seine Rolle als „Big Daddy“ im Tennessee-Williams-Stück Die Katze auf dem heißen Blechdach.
Allgemeine Bekanntheit erreichte Charles Durning aber erst 1973 als Lieutenant Snyder in dem erfolgreichen Film Der Clou von George Roy Hill, in dem er als korrupter Inspektor zu sehen war. Der Film etablierte den grauhaarigen, schwergewichtigen Schauspieler in Hollywood als markanten Charakterdarsteller, der vor allem in den 1970er und 1980er Jahren regelmäßig in profilierten Nebenrollen zu sehen war.
Zweimal war er in der Kategorie „Bester Nebendarsteller“ für einen Oscar nominiert: 1982 als singender Politiker in Colin Higgins’ Das schönste Freudenhaus in Texas und 1983 für seine Rolle als „Colonel Ehrhardt“ in dem Mel-Brooks-Remake von Sein oder Nichtsein. Eine seiner bekanntesten Rollen spielte Durning 1982 als romantischer Verehrer von Tootsie Dustin Hoffman.
Seit 1975 wurde Durning neunmal für einen Emmy Award nominiert; darunter 2005 für seine Gastrolle als Ernie Yost in der Folge Der Held von Iwo Jima (im Original: Call of Silence) der CBS-Fernsehserie NCIS und zuletzt 2008 für seine 24 Gastauftritte als John Gavin Sr. in der Fernsehserie Rescue Me (2004–2007).
Durning wurde am 31. Juli 2008 auf dem Hollywood Walk of Fame mit einem Stern in der Kategorie Film geehrt; sein Stern befindet sich bei 6504 Hollywood Boulevard direkt neben dem seines Jugendidols James Cagney. Er starb am 24. Dezember 2012 im Alter von 89 Jahren. Sein Grab befindet sich auf dem Nationalfriedhof Arlington.

## Filmografie (Auswahl)
- 1953: You Are There (Fernsehserie, Folge 1x21 The Treason of Benedict Arnold)
- 1963: Preston & Preston (The Defenders, Fernsehserie, Folge)
- 1969: Stiletto
- 1970: Der Sheriff (I Walk the Line)
- 1970: Hi, Mom!
- 1970: Sticky My Fingers… Fleet My Feet (Kurzfilm)
- 1971: Heißer Stoff für Boston (The Pursuit of Happiness)
- 1973: Der Clou (The Sting)
- 1973: Die Schwestern des Bösen (Sisters)
- 1974: Extrablatt (The Front Page)
- 1975: Die Hindenburg (The Hindenburg)
- 1975: Nevada Pass (Breakheart Pass)
- 1975: Barnaby Jones (Fernsehserie, Folge 4x01)
- 1975: Hundstage (Dog Day Afternoon)
- 1976: Und morgen wird ein Ding gedreht (Harry and Walter Go to New York)
- 1977: Die Chorknaben (The Choirboys)
- 1977: Das Ultimatum (Twilight’s Last Gleaming)
- 1978: Ein Feind des Volkes (An Enemy of the People)
- 1978: Teufelskreis Alpha (The Fury)
- 1978: Der große Grieche (The Greek Tycoon)
- 1979: Das Grauen kommt um 10 (When a Stranger Calls)
- 1979: Auf ein Neues (Starting Over)
- 1979: Die Bullen von Dallas (North Dallas Forty)
- 1979: Muppet Movie
- 1980: Der letzte Countdown (The Final Countdown)
- 1981: Fesseln der Macht (True Confessions)
- 1981: Sharky und seine Profis (Sharky’s Machine)
- 1981: Die Nacht der Vogelscheuche (Dark Night of the Scarecrow)
- 1982: Das schönste Freudenhaus in Texas (The Best Little Whorehouse in Texas)
- 1982: Tootsie
- 1983: Zwei vom gleichen Schlag (Two of a Kind)
- 1983: Sein oder Nichtsein (To Be Or Not To Be)
- 1985: Der Verrückte mit dem Geigenkasten (The Man with One Red Shoe)
- 1985: Sie nannten ihn Stick (Stick)
- 1985: Tod eines Handlungsreisenden (Death of a Salesman, Fernsehfilm)
- 1985: Solarfighters
- 1986: Archie und Harry – Sie können’s nicht lassen (Tough Guys)
- 1986: Unglaubliche Geschichten (Fernsehserie, Folge 2x05)
- 1986: Der Junge vom schwarzen Fluss (Where the River Runs Black)
- 1986: Sterben … und leben lassen (Big Trouble)
- 1987: Der beste Spieler weit und breit: Sein größter Sieg (Kenny Rogers as The Gambler, Part III: The Legend Continues)
- 1987: Escape – Die Flucht (The Man Who Broke 1,000 Chains)
- 1987: Happy New Year
- 1987: Der Mörder mit dem Rosenkranz (The Rosary Murders)
- 1988: Der Cop (Cop)
- 1988: Far North
- 1989: Brenda Starr
- 1989: Fatal Sky – Sie bringen den Tod (Fatal Sky)
- 1989: Jeanny und der Weihnachtsmann (It Nearly Wasn’t Christmas)
- 1990–1994: Daddy schafft uns alle (Evening Shade, Fernsehserie, 98 Folgen)
- 1991: V.I. Warshawski – Detektiv in Seidenstrümpfen (V.I. Warshawski)
- 1994: Hudsucker – Der große Sprung (The Hudsucker Proxy)
- 1994: I.Q. – Liebe ist relativ (I.Q.)
- 1995: Die Grasharfe (The Grass Harp)
- 1995: Familienfest und andere Schwierigkeiten (Home for the Holidays)
- 1995: Last Supper – Die Henkersmahlzeit (The Last Supper)
- 1996: Agent 00 – Mit der Lizenz zum Totlachen (Spy Hard)
- 1996: Tage wie dieser (One Fine Day)
- 1996: Mrs. Santa Claus
- 1997: Shelter – Pakt mit dem Feind (Shelter)
- 1998: Jerry & Tom – Killer unter sich (Jerry and Tom)
- 1998: Justice – Eine Frage der Gerechtigkeit (Justice)
- 1998: Logan: Ein Bulle unter Verdacht (Hard Time) (Fernsehfilm)
- 1999: State and Main
- 2000: O Brother, Where Art Thou? – Eine Mississippi-Odyssee (O Brother, Where Art Thou?)
- 2000: Letzte Ausfahrt Hollywood (The Last Producer)
- 2000: Allein gegen die Zukunft (Early Edition)
- 2001: L.A.P.D. – To Protect and to Serve (L.A.P.D.: To Protect and to Serve)
- 2002: Weihnachtsmann wider Willen (Mr. St. Nick)
- 2002: Wettfieber (Bleacher Bums)
- 2003: One Last Ride
- 2003: Dead Canaries
- 2003: Jesus, Mary and Joey
- 2004: A Very Married Christmas
- 2004: A Boyfriend for Christmas
- 2004: Death and Texas
- 2004: Navy CIS (NCIS, Fernsehserie, Folge 2x07 Call of Silence)
- 2004–2011: Rescue Me (Fernsehserie)
- 2005: Dirty Deeds – Dreckige Geschäfte (Dirty Deeds)
- 2005: The L.A. Riot Spectacular
- 2005: Forget About It
- 2005: Molding Clay
- 2006: Die Farben des Herbstes (Local Color)
- 2007: Monk (Fernsehserie, Folge 5x16 Mr. Monk Goes to the Hospital)
- 2008: All in – Alles oder nichts (Deal)
- 2008: Good Dick
- 2009:	A Bunch of Amateurs
- 2009:	Shannon’s Rainbow

## Auszeichnungen
- Dog Day Afternoon
  - National Board of Review Award bester Nebendarsteller
  - Nominierung – Golden Globe Award bester Nebendarsteller
- Queen of the Stardust Ballroom
  - Nominierung – Primetime Emmy Award bester Hauptdarsteller in einer Miniserie oder einem Spielfilm
- Captains and the Kings
  - Nominierung – Primetime Emmy Award bester Nebendarsteller in einer Miniserie oder einem Spielfilm
  - Nominierung – Golden Globe Award bester Nebendarsteller Serie, Miniserie oder Fernsehserie
- Attica
  - Nominierung – Primetime Emmy Award bester Nebendarsteller in einer Miniserie oder einem Spielfilm
- The Best Little Whorehouse in Texas
  - Nominierung – Academy Award bester Nebendarsteller
- To Be or Not to Be
  - Nominierung – Academy Award bester Nebendarsteller
  - Nominierung – Golden Globe Award bester Nebendarsteller Spielfilm
- Death of a Salesman
  - Nominierung – Primetime Emmy Award bester Nebendarsteller in einer Miniserie oder einem Spielfilm
- The Kennedys of Massachusetts
  - Golden Globe Award bester Nebendarsteller – Serie, Miniserie oder Fernsehserie
- Evening Shade
  - Nominierung – Primetime Emmy Award bester Nebendarsteller in einer komödiantischen Serie  (1991–1992)
- Homicide: Life on the Street
  - Nominierung – Primetime Emmy Award bester Gaststar in einer Serie (Drama)
- NCIS
  - Nominierung – Primetime Emmy Award bester Gaststar in einer Serie (Drama)
- Rescue Me
  - Nominierung – Primetime Emmy Award bester Gaststar in einer Serie (Drama)